# Aleksander Suchcicki
Aleksander Suchcicki (ur. 12 grudnia 1903 w Warszawie, zm. 1 czerwca 1970 w Nowym Jorku) – polski aktor teatralny i filmowy, kierownik produkcji.

## Życiorys
Ukończył VII Państwowe Gimnazjum Męskie im. Stanisława Staszica w Warszawie. W 1923 roku występował w objazdowym Teatrze im. Dietricha w Żyrardowie. W 1924 roku ukończył Oddział Dramatyczny przy Konserwatorium Muzycznym w Warszawie, a w sezonie 1924/1925 otrzymał angaż w warszawskim Teatrze Polskim. W 1925 roku najpierw występował w Kaliszu w zespole, określającym się jako "artyści z ZASP-u", a następnie w Warszawie prowadził Sekcję Dramatyczną TUR-Powązki. W kolejnych latach występował w Wilnie (Teatr Polski, 1926), Krakowie (Teatr im. Juliusza Słowackiego, 1926-1928), Bydgoszczy (Teatr Miejski 1928-1929), Toruniu (Teatr Miejski, 1929–1930), Poznaniu (Teatr Rewia, 1930), Łodzi (Teatr Letni, 1931) oraz w Warszawie (Teatr Komedia Muzyczna 1930, Nowy Ananas 1931, Morskie Oko 1931, Wesoły Teatr 1932, Praskie Oko 1933, Wielka Operetka 1934, Teatr Ateneum 1935). W latach 1935–1939 poświęcił się pracy przy produkcji filmów, grając w nich epizodyczne role.
Lata II wojny światowej spędził w stolicy, występując w jawnych zespołach teatralnych (Bohema, Niebieski Motyl, Wesoła Banda). W sezonie 1945/1946 występował w Teatrze Syrena w Łodzi. Następnie do 1949 roku pracował przy produkcji filmowej, m.in. w Przedsiębiorstwie Państwowym Film Polski.
Zmarł w Nowym Jorku. W 1971 roku jego ciało sprowadzono do Polski i pochowano w Poznaniu.

## Filmografia
| - Huragan (1928) - Szpieg w masce (1933) – mężczyzna na dancingu - Manewry miłosne (1935) – huzar - Kochaj tylko mnie (1935) – redaktor - Dwie Joasie (1935) – fordanser Rene - August Mocny (1936) – marszałek dworu - 30 karatów szczęścia (1936) – pomocnik magika - Piętro wyżej (1937) – Adamski, pracownik radia - Druga młodość (1938) – gość Korskich w restauracji - Ślepy tor (Powrót) (1948) – spekulant | - Jadzia (1937) – asystent reżysera - Jego wielka miłość (1936) – współpraca reżyserska - Ułan księcia Józefa (1937) – kierownik zdjęć - Skłamałam (1937) – kierownik zdjęć - Płomienne serca (1937) – kierownictwo produkcji - Książątko (1937) – kierownictwo produkcji - Strachy (1938) – kierownik zdjęć - Serce matki (1938) – kierownik zdjęć - Profesor Wilczur (1938) – kierownik zdjęć - Doktór Murek (1939) – kierownik zdjęć - Sportowiec mimo woli (1939) – asystent reżysera - Ulica Graniczna (1948) – kierownictwo produkcji - Ślepy tor (Powrót) (1948) – kierownictwo produkcji - Za wami pójdą inni (1949) – kierownictwo produkcji (realizacji) |